# Saltos hidráulicos en canales rectangulares
El salto hidráulico en un canal rectangular, también conocido como salto clásico, es un fenómeno natural que se produce cuando el flujo pasa de supercrítico a subcrítico. En esta transición, la superficie del agua se eleva bruscamente, se forman rodillos superficiales, se produce una mezcla intensa, se arrastra aire y, a menudo, se disipa una gran cantidad de energía. Los modelos numéricos creados utilizando el método de pasos estándar o HEC-RAS se utilizan para rastrear los flujos supercríticos y subcríticos con el fin de determinar en qué punto de un tramo específico se formará un salto hidráulico.
Hay saltos hidráulicos comunes que se producen en situaciones cotidianas, como durante el uso de un fregadero doméstico. También hay saltos hidráulicos artificiales creados por dispositivos como presas o compuertas. En general, un salto hidráulico puede utilizarse para disipar energía, mezclar productos químicos o actuar como dispositivo de aireación.
Para producir ecuaciones que describan el salto, dado que hay una pérdida de energía desconocida, es necesario aplicar la conservación del momento. Para desarrollar esta ecuación, se considera una situación general en la que puede haber o no pérdida de energía entre aguas arriba y aguas abajo, y puede haber o no algún obstáculo sobre el que exista una fuerza de arrastre Pf. Sin embargo, para un salto hidráulico simple o clásico, la fuerza por unidad de anchura (Pf) es igual a 0. A partir de ahí se puede derivar la ecuación del momento y la ecuación de las profundidades conjugadas.

## Acerca de los saltos hidráulicos
La profundidad del flujo supercrítico, y1, «salta» hasta su profundidad conjugada subcrítica, y2, y el resultado de este cambio brusco en las condiciones del flujo es una considerable turbulencia y pérdida de energía, EL. La figura 1 muestra un esquema de las características típicas del salto, donde E1 es la energía del flujo aguas arriba, E2 es la energía del flujo aguas abajo y Lj es la longitud del salto hidráulico. Se forma una serie de pequeños rodillos superficiales en una onda estacionaria como la que se muestra en la figura 1.

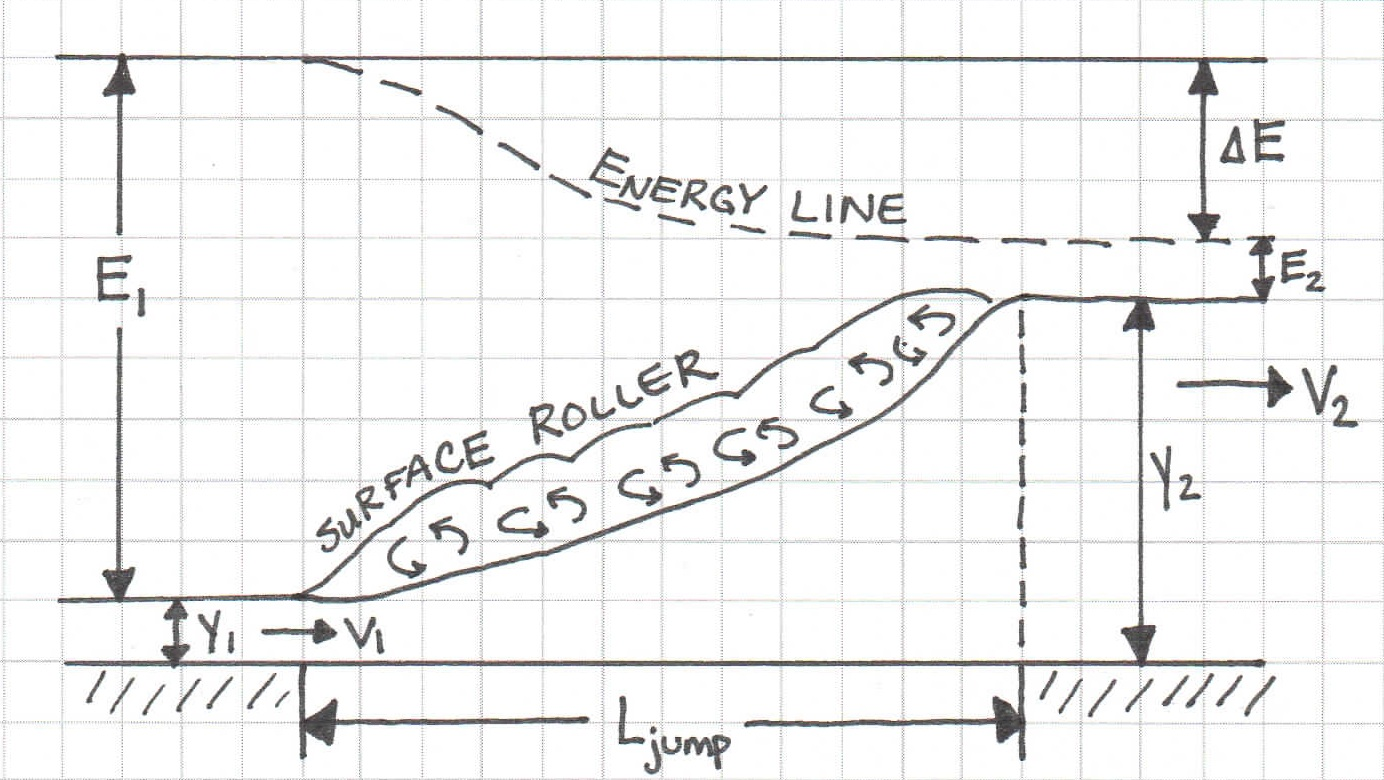
Esquema del salto hidráulico 1

Figura 1. Esquema general del salto hidráulico

### Saltos hidráulicos comunes
Los saltos hidráulicos se producen habitualmente en situaciones cotidianas, como al utilizar cualquier fregadero doméstico. El salto se puede ver en forma de onda circular estacionaria que rodea el flujo de agua. El salto hidráulico se produce en el punto en el que el agua aparentemente tranquila se vuelve turbulenta. Cuando el agua golpea el fregadero, se dispersa y aumenta su profundidad hasta un radio crítico en el que el flujo (supercrítico con poca profundidad, alta velocidad y un número de Froude superior a 1) debe saltar repentinamente a una profundidad mayor, subcrítica (gran profundidad, baja velocidad y un número de Froude inferior a 1), lo que se conoce como conservación del impulso.
Figura 2. El salto hidráulico turbulento se puede crear en un fregadero (izquierda), mientras que el salto hidráulico viscoso puede crear formas avanzadas (derecha).
(Imágenes cortesía de John Bush, MIT)

### Saltos hidráulicos artificiales
Los saltos hidráulicos también pueden ser artificiales; como se ve en la figura 2, los científicos han estado experimentando con los efectos de la viscosidad en el salto hidráulico y han logrado crear formas asimétricas estables. En aplicaciones más prácticas, los saltos se crean en el medio ambiente con fines específicos, como la prevención de la erosión. La erosión en los lechos de los arroyos suele estar causada por un flujo de agua a alta velocidad que provoca el transporte de sedimentos. Este proceso puede evitarse disminuyendo la velocidad del flujo en el lecho del río mediante la introducción de un salto hidráulico. A menudo, en estos casos, el salto hidráulico se crea mediante dispositivos como un azud o una compuerta, donde el flujo turbulento entra en el río. La mezcla de componentes químicos en una solución es otro uso práctico de los saltos hidráulicos. La introducción de un salto hidráulico aumenta rápidamente la turbulencia del flujo, lo que permite una mezcla suficiente de los componentes sin necesidad de utilizar mecanismos adicionales. La industria de las aguas residuales utiliza a veces los saltos hidráulicos como forma de mezclar soluciones, minimizando la necesidad de implementar sistemas de mezcla mecánicos más costosos.
Figura 3. Azud en Riverfront Park, WA (izquierda) y salto hidráulico en cámara de coagulación (derecha)
Otro uso más de los saltos hidráulicos artificiales es la disipación de energía. Un ejemplo de uso para la disipación de energía es un estanque de amortiguación con salto hidráulico. En estos estanques se utilizan faldones horizontales e inclinados para disipar hasta el 60 % de la energía del flujo entrante; los estanques incorporan dispositivos como bloques de canal, muelles deflectores y extremos dentados, cuya eficacia en la disipación de energía depende del número de Froude del flujo entrante. «Las cuencas de amortiguación por salto hidráulico no suelen recomendarse cuando se trata de alturas de caída superiores a 100 metros, debido a las complicaciones causadas por turbulencias como la cavitación intermitente, la vibración, la elevación y la carga hidrodinámica». Otras estructuras hidráulicas, como las presas y los aliviaderos, también utilizan estos mismos principios de disipación de energía para reducir la fuerza entrante de los flujos turbulentos que tienden a erosionar o socavar las zonas aguas abajo.
Figura 4. Cuenca de amortiguación en el río Oker, en las montañas de Harz, en la salida de socavación abierta (izquierda) y cuenca de amortiguación de la presa Griggs en Columbus, Ohio (derecha).

## Derivación de la fórmula para el salto hidráulico simple con conservación del momento en un canal rectangular

### Definiciones de momento
El momento se define como el producto de la masa por la velocidad y, al igual que la velocidad, es un vector. El científico y filósofo francés de principios del siglo XVII René Descartes fue el primero en descubrir el concepto de impulso, pero se quedó atascado en la cantidad de movimiento (velocidad) que no se conservaba. Christiaan Huygens, un científico holandés, señaló que la «cantidad de movimiento» no tenía por qué ser un valor positivo; un valor negativo significaba que se movía en la dirección opuesta.

### Definición de variables
«mv» = momento = masa x velocidad [=] MLT−1
«ρ» = densidad [=] ML−3
«q» = «Q»/«w» = caudal por unidad de anchura [=] L2T−1
«F»«d» = fuerza dinámica debida a la resistencia por fricción [=] MLT−2
“'P”'1 = presión aguas arriba [=] ML−1T−2
“'P”'2 = fuerza de presión aguas abajo [=] ML−1T−2
“'y”'1 = profundidad aguas arriba [=] L
«y»2 = profundidad aguas abajo [=] L
«F»«r» = número de Froude [sin dimensión] [=] L2T−1
«h»«j» = altura del salto hidráulico [=] L
«M» = función de impulso (fuerza específica + impulso) [=] L2
«γ» = peso específico del agua (9810 N/m3) [=] ML−2T−2
Los principios básicos que subyacen a la función de momento son:
1. Conservación del momento, que «establece que el momento total de un sistema cerrado de objetos (que no interactúa con agentes externos) es constante», y
2. Leyes de Newton, que establecen que la suma de las fuerzas en una dirección determinada es igual a la masa multiplicada por la aceleración en esa dirección.

{\displaystyle \sum F_{x}=\Delta (ma_{x})}
{\displaystyle \sum F=\Delta m\times {\frac {dy}{dt}}} = cambio en la masa × cambio en la velocidad
impulso = “'mv”'
{\displaystyle \Delta mv=\Delta m\times {\frac {dy}{dt}}} = cambio en la masa × cambio en la velocidad
{\displaystyle \sum F_{x}=\Delta (mv_{x})}
La siguiente derivación es para la función de momento de un salto hidráulico simple que conserva el momento en un canal rectangular con anchura constante.
1. Cambio en el momento. 
    {\displaystyle \Delta (mv)(w)=\rho (Q)(v_{2}-v_{1})}
2. Dividir por «w» para obtener «q». Cambio en el momento por unidad de anchura. 
     {\displaystyle \Delta (mv)=\rho q(v_{2}-v_{1})}
3. Suma de las fuerzas en la dirección del flujo. 
 {\displaystyle \sum F=P_{1}-P_{2}-F_{d}\qquad {\text{donde }}P={\gamma \times y^{2} \over 2}}
4. La suma de las fuerzas es igual al cambio de momento. 
     {\displaystyle {\gamma \times y_{1}^{2} \over 2}-{\gamma \times y_{2}^{2} \over 2}-F_{d}=\rho q(v_{2}-v_{1})}
5. Dividir por γ. 
   {\displaystyle {y_{1}^{2} \over 2}-{y_{2}^{2} \over 2}-{F_{d} \over \gamma }={\rho \times q\times (v_{2}-v_{1}) \over \gamma }}
6. Recordemos que {\displaystyle {\frac {1}{g}}={\rho  \over \gamma }} 
   {\displaystyle {y_{1}^{2} \over 2}+{qv_{1} \over g}={y_{2}^{2} \over 2}+{qv_{2} \over g}}
7. Recordemos que {\displaystyle v={\frac {q}{y}}} para obtener la ecuación de M. 
   {\displaystyle M={y_{1}^{2} \over 2}+{q^{2} \over gy_{1}}={y_{2}^{2} \over 2}+{q^{2} \over gy_{2}}}

## Relaciones entre profundidades conjugadas
Las profundidades conjugadas son las profundidades (“'y”'1) aguas arriba y la profundidad (y2) aguas abajo del salto hidráulico cuyas funciones de impulso son iguales para una descarga unitaria dada, “'q”'. La profundidad aguas arriba de un salto hidráulico es siempre supercrítica, y la profundidad aguas abajo de un salto hidráulico es siempre subcrítica. Es importante señalar que la profundidad conjugada es diferente de las profundidades alternativas para el flujo que se utilizan en los cálculos de conservación de la energía.

### Derivación matemática de la ecuación
(1) Comenzando con la función de momento, igualamos el momento entre las posiciones 1 y 2:
{\displaystyle M={\frac {y_{1}^{2}}{2}}+{\frac {q^{2}}{gy_{1}}}={\frac {y_{2}^{2}}{2}}+{\frac {q^{2}}{gy_{2}}}}
(2) Reorganizando los términos y moviendo los términos q a la izquierda y los términos 1/2 a la derecha, obtenemos:
{\displaystyle {\frac {q^{2}}{g}}\left({\frac {1}{y_{1}}}-{\frac {1}{y_{2}}}\right)={\frac {1}{2}}\left(y_{2}^{2}-y_{1}^{2}\right)}
(3) A continuación, multiplicamos para obtener un denominador común en el lado izquierdo y factorizamos el lado derecho:
{\displaystyle {\frac {q^{2}}{g}}\left({\frac {y_{2}-y_{1}}{y_{1}y_{2}}}\right)={\frac {1}{2}}(y_{2}-y_{1})(y_{2}+y_{1})}
(4) El término (“'y”'2−“'y”'1) se cancela:
{\displaystyle {\frac {q^{2}}{g}}\left({\frac {1}{y_{1}y_{2}}}\right)={\frac {1}{2}}(y_{2}+y_{1})\qquad {\text{where }}q_{1}^{2}=y_{1}^{2}v_{1}^{2}=y_{2}^{2}v_{2}^{2}}
(5) Dividir por «y»12
{\displaystyle {\frac {v_{1}^{2}}{g}}\left({\frac {1}{y_{1}y_{2}}}\right)={\frac {1}{2y_{1}^{2}}}(y_{2}+y_{1})\qquad {\text{recall }}Fr_{1}^{2}={\frac {v_{1}^{2}}{gy_{1}}}}
(6) Multiplicar por «y»2 y expandir el lado derecho:
{\displaystyle Fr_{1}^{2}={\frac {y_{2}^{2}}{2y_{1}^{2}}}+{\frac {y_{2}}{2y_{1}}}}
(7) Sustituye «x» por la cantidad «y»2/«y»1. Tenemos una ecuación cuadrática en «x»:
{\displaystyle Fr_{1}^{2}={\frac {x^{2}}{2}}+{\frac {x}{2}}}
{\displaystyle \Rightarrow 0={\frac {x^{2}}{2}}+{\frac {x}{2}}-Fr_{1}^{2}\qquad \Rightarrow 0=x^{2}+x-2Fr_{1}^{2}\qquad a=1,\;b=1,\;c=-2Fr_{1}^{2}}
(8) Utilizando la ecuación cuadrática:
{\displaystyle x={\frac {-b\pm {\sqrt {b^{2}-4ac}}}{2a}}}
{\displaystyle x={\frac {-1\pm {\sqrt {(1^{2})-4(1)(-2Fr_{1}^{2})}}}{2(1)}}={\frac {-1\pm {\sqrt {1+8Fr_{1}^{2}}}}{2}}}
Dado que:
{\displaystyle {\sqrt {1+8Fr_{1}^{2}}}} debe ser positivo,
{\displaystyle x={\frac {-1-{\sqrt {1+8Fr_{1}^{2}}}}{2}}} produce un número negativo.
Esto no es posible porque «x» representa una relación de profundidades positivas {\displaystyle {\frac {y_{2}}{y_{1}}}}.
(9) Por lo tanto, sustituyendo la constante «y»2/«y»1 de nuevo por «x» para obtener la ecuación de profundidad conjugada:
{\displaystyle x={\frac {-1+{\sqrt {1+8Fr_{1}^{2}}}}{2}}}
{\displaystyle x={\frac {y_{2}}{y_{1}}}={\frac {1}{2}}\left({\sqrt {1+8Fr_{1}^{2}}}-1\right)}

## Relación entre profundidades conjugadas en el diagrama M-y

### Ejemplo 1: Profundidades conjugadas y el diagrama M-y
Dado: 

Canal rectangular
Caudal por unidad de anchura, q = 10 ft2/s
Profundidad, y1 = 0,24 ft
Se busca: 

Diagrama M-y y profundidad después del salto hidráulico
Solución: 

Para la profundidad después del salto hidráulico, y2:
{\displaystyle (1)\quad y_{2}={\frac {y_{1}}{2}}\left({\sqrt {1+8Fr_{1}^{2}}}-1\right)}
{\displaystyle (2)\quad Fr_{1}={\frac {v}{(gy_{1})^{1/2}}}={\frac {q}{y_{1}(gy_{1})^{1/2}}}}
{\displaystyle (3)\quad Fr_{1}^{2}={\frac {q^{2}}{gy_{1}^{3}}}={\frac {(10)^{2}}{32.2*(0.24^{3})}}=224.65}
{\displaystyle (4)\quad y_{2}={\frac {0.24}{2}}{\sqrt {1+8(224.65)}}-1=4.97\;ft}
{\displaystyle (5)\quad M_{1}={\frac {(0.24)^{2}}{2}}+{\frac {q^{2}}{g*(0.24)}}=13\;ft^{2}}
{\displaystyle (6)\quad M_{2}={\frac {(4.97)^{2}}{2}}+{\frac {q^{2}}{g*(4.97)}}=13\;ft^{2}}
El diagrama M-y para este ejemplo se representa a continuación. Para desarrollar el diagrama M-y, representamos el valor de M en función de la profundidad con M en el eje x y la profundidad en el eje y, ya que esto facilita la visualización del cambio en el momento con la profundidad. Este ejemplo es una situación de salto hidráulico muy básica en la que el flujo se aproxima a una profundidad supercrítica, «y»1, y salta a su profundidad conjugada subcrítica, «y»2, con el fin de obtener la energía necesaria para continuar descendiendo por el canal con el caudal dado, «q».

Figura 6. Diagrama M-y

### Explicación del diagrama y lo que representa
El diagrama M-y es una representación gráfica de la conservación del momento y se puede aplicar a un salto hidráulico para encontrar las profundidades aguas arriba y aguas abajo. En el ejemplo anterior podemos ver que el flujo se aproxima a la velocidad supercrítica a una profundidad de “'y”'1. Hay un salto a la profundidad conjugada subcrítica de “'y”'1, que se indica como “'y”'2 en la figura 6. La figura 6 ayuda a visualizar cómo pueden existir dos profundidades con el mismo momento.

### Análisis de las ubicaciones importantes de la curva M-y
Hay algunas ubicaciones clave en el diagrama M-y que se indican en la figura 6 anterior, elaborada a partir de la información del ejemplo 1. La primera ubicación de interés es el punto crítico indicado con yc y Mc en la figura 6. El punto crítico representa el valor mínimo de la función de impulso disponible para ese flujo concreto por unidad de anchura, «q». Un aumento de q provocaría que la función M se desplazara hacia la derecha y ligeramente hacia arriba, lo que daría al flujo acceso a más impulso en su punto crítico. De ello se deduce que una disminución del valor q desplazaría la función M hacia abajo y hacia la izquierda, disminuyendo el impulso disponible para el flujo en su valor crítico. Esto se muestra gráficamente en la figura 7 a continuación.
Figura 7. Efecto del aumento de q en la profundidad aguas arriba y aguas abajo del salto hidráulico.
En la figura 7 también se puede ver qué efecto tiene el aumento del caudal «q» en la profundidad aguas arriba y aguas abajo del salto. Al aumentar el caudal entrante (de q = 10 ft2/s a 30 ft2/s en la figura 7), se produce un aumento de la profundidad de aproximación supercrítica y una disminución de la profundidad subcrítica tras el salto. Esto se puede ver en la Figura 6 por la disminución de la profundidad desde y1,q=30 hasta y1,q=10 y el aumento de la profundidad entre y2,q=30 y y2,q=10. A partir de este análisis del cambio de profundidad debido a un cambio en el caudal, también podemos imaginar que la energía perdida en un salto con un valor de q = 10 ft2/s sería diferente de la de un salto con q = 30 ft2/s. Esto se analiza con más detalle en la sección 5.1.

## Cálculos para parámetros típicos en saltos hidráulicos simples en canales rectangulares

### Pérdida de energía
Aunque el momento se conserva durante todo el salto hidráulico, la energía no. Hay una pérdida inicial de energía cuando el flujo salta de supercrítico a profundidades subcríticas. La pérdida de energía resultante es igual al cambio en la energía específica a lo largo del salto y viene dada por la ecuación para ΔE que se muestra a continuación. La ecuación siguiente se basa en la condición de que y1 y y2 son profundidades conjugadas.
{\displaystyle \Delta E=E_{1}-E_{2}=\left(y_{1}+{\frac {q^{2}}{2gy_{1}^{2}}}\right)-\left(y_{2}+{\frac {q^{2}}{2gy_{2}^{2}}}\right)={\frac {(y_{2}-y_{1})^{3}}{4y_{1}y_{2}}}}
Al observar los puntos críticos en el diagrama M-y y lo que nos indican sus ubicaciones sobre la naturaleza del salto hidráulico, mencionamos que un aumento en q afectaría la energía perdida en el salto. En la figura 7 se ve que al aumentar el caudal disminuye la diferencia entre la profundidad aguas arriba y aguas abajo del salto (“'y”'2 – “'y”'1). De ello podemos deducir que, si el momento se mantiene constante, habrá una disminución de la energía perdida en el salto si se aumenta el caudal.
La eficiencia del salto viene determinada por el parámetro adimensional E2/E1, que nos indica cuánta energía original queda después de completar el salto. La ecuación para el eficiencia energética se muestra a continuación y muestra la gran dependencia que tiene la eficiencia del número de Froude del flujo aguas arriba. El ejemplo 2 muestra un cálculo de muestra para la pérdida de energía y la eficiencia.
{\displaystyle {E_{2} \over E_{1}}={(8Fr_{1}^{2}+1)^{3/2}-4Fr_{1}^{2}+1 \over 8Fr_{1}^{2}(2+Fr_{1}^{2})}}

### Ejemplo 2: Pérdida de energía y eficiencia
Dado:
Canal rectangular
Velocidad, “'v”' = 10 m/s
Profundidad, “'y”'1 = 0,5 m
Se busca:
Pérdida de energía y eficiencia a través del salto hidráulico
Solución:
{\displaystyle (1)\;Fr_{1}={\frac {v}{\sqrt {gy}}}={\frac {10[m/s]}{\sqrt {9.81[m/s^{2}]*0.5[m]}}}=4.5}
{\displaystyle (2)\;Fr_{1}>1\quad {\text{(supercritical flow)}}}
{\displaystyle (3)\;y_{2}={\frac {y_{1}}{2}}\left({\sqrt {1+8Fr_{1}^{2}}}-1\right)={\frac {0.5}{2}}\left({\sqrt {1+8*4.5^{2}}}-1\right)=2.94\;m}
{\displaystyle (4)\;\Delta E={\frac {(y_{2}-y_{1})^{3}}{4y_{1}y_{2}}}={\frac {(2.94-0.5)^{3}}{4*2.94*0.5}}=2.47\;m}
{\displaystyle (5)\;{\frac {E_{2}}{E_{1}}}={\frac {(8Fr_{1}^{2}+1)^{3/2}-4Fr_{1}^{2}+1}{8Fr_{1}^{2}(2+F_{1}^{2})}}={\frac {(8*4,5^{2}+1)^{3/2}-4*4,5^{2}+1}{8*4,5^{2}(2+4.5^{2})}}=0.55}
{\displaystyle (6)\;\%{\text{ efficiency}}=0.55*100=55\%{\text{ efficient}}\,}

### Longitud del salto hidráulico
La longitud de un salto hidráulico suele ser difícil de medir sobre el terreno y durante las investigaciones de laboratorio debido a los cambios repentinos en la turbulencia de la superficie, además de la formación de rodillos y remolinos. La longitud de un salto hidráulico suele ser un factor importante a tener en cuenta al diseñar estructuras como depósitos de sedimentación. 
La ecuación derivada para la longitud se basa en datos experimentales y relaciona la longitud con el número de Froude aguas arriba.
{\displaystyle (1)\;L=220\times y_{1}\times \tanh {\frac {Fr_{1}-1}{22}}}

### Ejemplo 3: Cálculo de la longitud
Dado:
Utiliza los datos del ejemplo 2
Busca:
Longitud del salto
Solución:
{\displaystyle (2)\;L=220*0.5*\tanh \left({\frac {4.5-1}{24}}\right)}
{\displaystyle (3)\;\tanh(z)={\frac {e^{z}-e^{-z}}{e^{z}+e^{-z}}}\qquad {\text{si es necesario, esta es una forma alternativa de calcular }}\tanh(z)}
{\displaystyle (4)\;z={\frac {4.5-1}{22}}=0.1591}
{\displaystyle (5)\;\tanh(z)=0.1578}
{\displaystyle (6)\;L=220*0.5*0.1578=17.4\;m}

### Altura del salto hidráulico
La altura del salto hidráulico, al igual que la longitud, es útil para diseñar estructuras de cursos de agua como cuencas de sedimentación o aliviaderos. La altura del salto hidráulico es simplemente la diferencia entre las profundidades del flujo antes y después del salto hidráulico. La altura se puede determinar utilizando el número de Froude y la energía aguas arriba.
Ecuaciones:
{\displaystyle (1)\;h_{j}=y_{2}-y_{1}}
{\displaystyle (2)\;y_{2}={\frac {y_{1}}{2}}\left({\sqrt {1+8Fr_{1}^{2}}}-1\right)}
Sustituya la ecuación “'y”'2 en la ecuación de la altura del salto:
{\displaystyle (3)\;h_{j}={\frac {y_{1}}{2}}\left({\sqrt {1+8Fr_{1}^{2}}}-1\right)-y_{1}}
{\displaystyle (4)\;h_{j}={\frac {y_{1}{\sqrt {1+8Fr_{1}^{2}}}-3y_{1}}{2}}}

### Ejemplo 4: Cálculo de la altura
Dado:
Utiliza los datos del ejemplo 2
Halla:
Altura del salto
Solución:
{\displaystyle (5)\;h_{j}={\frac {y_{1}{\sqrt {1+8Fr_{1}^{2}}}-3y_{1}}{2}}}
{\displaystyle (6)\;h_{j}={\frac {0.5{\sqrt {1+8(4.5)^{2}}}-(3*0.5)}{2}}}
{\displaystyle (7)\;h_{j}=2.4\;m}

## Tipos de saltos
Un salto hidráulico puede adoptar varias formas distintas dependiendo del enfoque Número de Froude, Fr1. Cada uno de estos tipos tiene patrones de flujo y características de flujo únicos, como la fuerza y la formación de rodillos y remolinos, que ayudan a determinar la cantidad de disipación de energía que se producirá en el salto. Las siguientes descripciones de los tipos de saltos se basan en rangos específicos del número de Froude, pero estos rangos no son precisos y pueden producirse solapamientos cerca de los puntos finales.

### Salto débil (1 < Fr1< 2,5)
En el caso de 1 < Fr1 < 1,7, y1 y y2 son aproximadamente iguales y solo se produce un salto muy pequeño. En este rango, la superficie del agua muestra ligeras ondulaciones y, debido a ello, los saltos en este rango se conocen a veces como saltos ondulados. Estas ondulaciones superficiales suelen dar lugar a una disipación de energía muy pequeña. A medida que Fr1 se aproxima a 1,7, comienzan a formarse una serie de pequeños rodillos en la superficie del agua en el lugar del salto, pero, en general, la superficie del agua aguas abajo permanece relativamente lisa. Entre 1,7 < Fr1 < 2,5, la velocidad permanece bastante uniforme a ambos lados del salto y la pérdida de energía es baja.

### Salto oscilante (2,5 < Fr1< 4,5)
Cuando 2,5 < Fr1 < 4,5, puede producirse un salto oscilante. Durante este salto, el chorro de agua en la entrada del salto (supercrítico) fluctúa desde el fondo del canal hasta la parte superior del canal en un periodo irregular. La turbulencia creada por este chorro puede estar cerca del fondo del canal en un instante y luego pasar repentinamente a la superficie del agua. Esta oscilación del chorro provoca la formación de olas irregulares, que pueden propagarse a largas distancias aguas abajo del salto, causando daños y degradación de los bancos del canal.

### Salto constante (4,5 < Fr1< 9)
Cuando el número de Froude se encuentra dentro de este rango, el salto se forma de manera estable y en el mismo lugar. En un salto estable, la turbulencia se limita al salto y la ubicación del salto es la menos susceptible a las condiciones del flujo aguas abajo de los cuatro tipos principales de saltos. Los saltos estables suelen estar bien equilibrados y la disipación de energía suele ser considerable (45-70 %).

### Salto fuerte (Fr1> 9)
Existe una gran diferencia en las profundidades conjugadas en un salto fuerte. Los saltos fuertes se caracterizan por una acción de salto muy brusca que da lugar a una alta tasa de disipación de energía. A intervalos irregulares, se pueden ver chorros de agua rodando por la parte delantera de la cara del salto. Estos chorros entran en el chorro de alta velocidad, supercrítico y provocan la formación de ondas adicionales en el salto. La disipación de energía en los saltos fuertes puede alcanzar hasta el 85 %.

## Ubicación del salto
En general, un salto hidráulico se forma en un lugar donde las profundidades de los flujos aguas arriba y aguas abajo satisfacen la ecuación de profundidad conjugada. Sin embargo, pueden darse condiciones en un canal, como controles aguas abajo, que alteren el lugar donde se forman las profundidades conjugadas. La profundidad del agua de cola puede influir mucho en el lugar donde se producirá el salto en el canal, y los cambios en esta profundidad pueden desplazar el salto hacia aguas arriba o aguas abajo. La figura 6 contiene tres escenarios de elevaciones del agua de cola (yd): yd es igual a la profundidad conjugada (y2) de la profundidad del flujo aguas arriba (y1), yd es menor que la profundidad conjugada (y2) de la profundidad del flujo aguas arriba (y1), y yd es mayor que la profundidad conjugada (y2) de la profundidad del flujo aguas arriba (y1). La profundidad aguas arriba (y1) en los tres casos está controlada por una compuerta y permanece constante. Su profundidad conjugada correspondiente (y2) se muestra con una línea discontinua en cada uno de los escenarios.

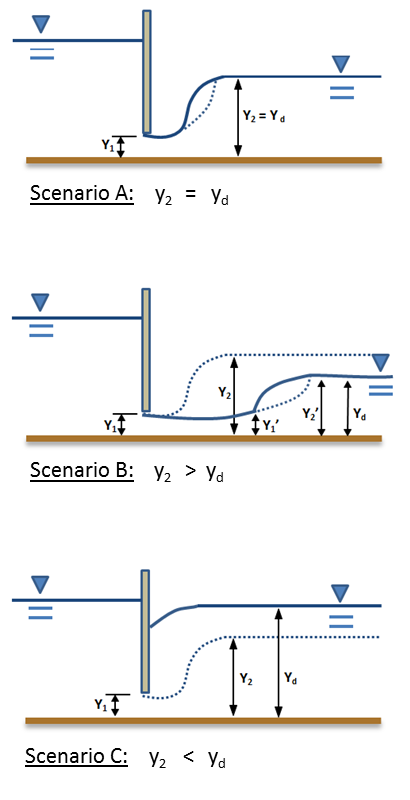
Figura 6: Efecto de la elevación del agua de cola en la ubicación del salto

En la primera situación (escenario A), el salto se forma justo en la plataforma, como ocurriría si no hubiera control aguas abajo. Sin embargo, en el siguiente escenario (escenario B), la profundidad aguas abajo agua de cola tiene cierto control impuesto, de modo que es menor que la conjugada a y1. En este caso, el salto se desplaza aguas abajo y se inicia en un punto en el que la profundidad del flujo aguas arriba (y1“) ha aumentado hasta la conjugada de la nueva profundidad aguas abajo agua de cola (yd). Este aumento de y1 a y1” se debe a la resistencia por fricción en el canal; y a la disminución de la velocidad, el aumento de la profundidad. En esta imagen, y1“ y y2” representan las profundidades conjugadas del salto hidráulico, donde y2' asume la profundidad de yd. Por el contrario, en la tercera configuración (escenario C), hay un control aguas abajo que obliga a la elevación del agua de cola a una profundidad superior a la profundidad conjugada original. Aquí, yd es mayor que la profundidad requerida, por lo que el salto se empuja aguas arriba. En este escenario, la compuerta inhibe el movimiento del salto aguas arriba, de modo que no se puede alcanzar el conjugado aguas arriba. Esto conduce a una situación conocida como salto hidráulico sumergido o ahogado. Estos escenarios demuestran la influencia del agua de cola en la formación y la ubicación del salto.

## Clasificaciones de los saltos hidráulicos

### Clasificación según el número de Froude
Tabla 1. Clasificaciones de los saltos hidráulicos

### Número de Froude frente ay2/y1
Para ayudar a visualizar la relación entre el número de Froude aguas arriba y la profundidad del flujo aguas abajo del salto hidráulico, es útil trazar y2/y1 frente al número de Froude aguas arriba, Fr1. (Figura 8) El valor de y2/y1 es una relación de profundidades que representa una altura de salto adimensional; por ejemplo, si y2/y1 = 2, entonces el salto duplica la profundidad del flujo. A medida que aumenta el número de Froude aguas arriba (se aproxima a un flujo más supercrítico), también aumenta la relación entre la profundidad aguas abajo y la profundidad aguas arriba, y el gráfico verifica la existencia de una relación lineal positiva entre la altura de salto adimensional y el número de Froude aguas arriba. Esto implica que un flujo aguas arriba más supercrítico, y1, producirá una mayor profundidad aguas abajo, y2, y por lo tanto un salto mayor. La relación que se muestra en la figura 8 a continuación se desarrolló para un canal rectangular horizontal con q = 10 ft2/s. Este gráfico está limitado por lo siguiente debido a la naturaleza del salto hidráulico:
1. y2/y1 > 1: la profundidad aumenta a lo largo del salto, de modo que y2 > y1
2. Fr2 < 1: el flujo aguas abajo debe ser subcrítico
3. Fr1 > 1: el flujo aguas arriba debe ser supercrítico
La Tabla 2 muestra los valores calculados utilizados para desarrollar la Figura 8. Los valores asociados con un y1 = 1,5 ft no son válidos para su uso, ya que violan los límites anteriores. El límite máximo de los valores anteriores se alcanza en la profundidad crítica, yc, donde todos estos valores son iguales a 1. Sin embargo, no se producirá un salto hidráulico en la situación en la que y1 es igual a yc.
Tabla 2. Valores de profundidad y número de Froude sobre el salto hidráulico

| y1   | F r1  | y2   | F r2 | y2/y1 |
| ---- | ----- | ---- | ---- | ----- |
| 0,20 | 19,70 | 5,47 | 0,14 | 27,37 |
| 0,24 | 14,99 | 4,97 | 0,16 | 20,70 |
| 0,40 | 6,97  | 3,75 | 0,24 | 9,36  |
| 0,60 | 3,79  | 2,93 | 0,35 | 4,89  |
| 0,80 | 2,46  | 2,41 | 0,47 | 3,02  |
| 1,00 | 1,76  | 2,04 | 0,60 | 2,04  |
| 1,20 | 1,34  | 1,75 | 0,76 | 1,46  |
| 1,40 | 1,06  | 1,52 | 0,94 | 1,09  |
| 1,46 | 1,00  | 1,46 | 1,00 | 1,00  |
| 1,50 | 0,96  | 1,42 | 1,04 | 0,95  |

q = 10 ft, g = 32,2 ft/s2, yc = 1,46 ft, valores y en ft

Figura 8. Altura del salto adimensional frente al número de Froude aguas arriba (tenga en cuenta que este diagrama no es totalmente correcto. Se han tenido en cuenta otros factores, como la anchura y la velocidad del agua
Esta contribución al tema se realizó como parte de los requisitos del curso CEE 5984 – Flujo en canales abiertos, impartido por el Departamento de Ingeniería Civil y Ambiental de Virginia Tech durante el semestre de otoño de 2010.